# Ruschia brevibracteata
Ruschia brevibracteata är en isörtsväxtart som beskrevs av L. Bol. Ruschia brevibracteata ingår i släktet Ruschia och familjen isörtsväxter. Inga underarter finns listade i Catalogue of Life.